# Reparata & the Delrons
Reparata & the Delrons waren eine US-amerikanische Mädchengruppe, die vor allem in den 1960er Jahren erfolgreich war.

## Bandgeschichte

### Anfänge in Brooklyn
The Del-Rons – so benannt nach anderen erfolgreichen Del-Bands wie den Del-Vikings und den Del-Tones – begannen 1962 als Sangesquartett an der St. Brendan’s Catholic High School for Girls in Brooklyn, New York. Leadsängerin war Mary Aiese. Die anderen Gründungsmitglieder waren ihre Klassenkameradinnen Nanette Licari, Regina Gallagher and Anne Fitzgerald; gemeinsam sangen sie im Schulchor, und außerhalb versuchten sie sich a cappella an Hits von Peter, Paul & Mary oder Dion DiMucci.
1964 hatte sich das Line-up grundlegend gewandelt; die Del-Rons waren nun ein Quintett bestehend aus Sheila Reilly, Carol Drobnicki, Marge McGuire und Kathy Romeo – nur Mary Aiese, die noch immer die führende Stimme sang, war von den Gründerinnen noch dabei. Bei einem Auftritt in Brooklyn wurden sie von den Plattenproduzenten Bill und Steve Jerome entdeckt, bei denen sie vorsingen durften.

### Erste Aufnahmen, erster Hit
Romeo und McGuire verließen die Gruppe. Das verbliebene Trio nahmen die Jeromes als Manager und Produzenten unter Vertrag und machten mit den drei 17-Jährigen die ersten Schallplattenaufnahmen für Laurie Records, bei denen die Single Your Big Mistake, ein Ernie-Maresca-Song, veröffentlicht wurde. Diesem Flop folgten Aufnahmen in Pittsburgh für das Label World Artists, der Plattenfirma, die ansonsten lediglich das englische Folkduo Chad & Jeremy unter Vertrag hatte. Unter den Aufnahmen war wiederum ein Lied von Maresca, Whenever a Teenager Cries. Als Single sollte es unter einem neuen Bandnamen erscheinen, in Anlehnung an die bereits erfolgreichen Girlgroups Patti LaBelle & the Bluebelles oder Martha & the Vandellas sollte die Leadsängerin hervorgehoben werden. Marys Vorname kam nicht in Frage, auch ihr zweiter Vorname Katherine war nicht aufregend genug. Mary schlug ihren Firmungsnamen vor, den sie nach ihrer Lieblingsnonne in der Grundschule, der Chorleiterin Schwester Mary Reparata, gewählt hatte, und aus den Del-Rons wurden Reparata & the Delrons.
Unter dem neuen Namen wurde die Single Ende 1964 veröffentlicht und ein regionaler Hit; 1965 schaffte sie es auch in die US-Charts mit einer Höchstplatzierung auf Rang 60. Auch eine Langspielplatte mit demselben Titel wie die Hitsingle wurde veröffentlicht; auf den zwölf Tracks erhielten die Delrons Unterstützung durch die damals bekannte Sessionband Patti Lace & the Petticoats; auf einigen Liedern sang auch Ellie Greenwich mit.

### Weitere Erfolge, neue Besetzung
Die Nachfolgesingle Tommy (geschrieben von Chip Taylor) wurde ebenfalls ein kleiner Hit und auf Platz 92 notiert; Tommy wurde von der englischen Sängerin Twinkle in englischer und deutscher Version für den europäischen Markt gecovert. Reparata & the Delrons gingen zweimal mit Dick Clarks Caravan of Stars auf Tournee – in Begleitung so bekannter Acts wie Billy Stewart, Herman’s Hermits, Bobby Vee, Little Anthony & the Imperials, The Detergents und Brenda Holloway – und wurde dadurch USA-weit bekannt. Doch nachdem Carol Drobnicki und Sheila Reillie eins der Konzerte verpasst hatten, wurden sie entlassen, und Reparata wurde kurzzeitig zur Solosängerin.
1965 nahm RCA Records Reparata unter Vertrag, wollte aber wieder eine Band; die ehemalige Del-Ron Licari und Lorraine Mazzola wurden die neuen Delrons. Mehrere erfolglose Veröffentlichungen in ähnlichem Stil wie die Shangri-Las oder die Ronettes folgten, darunter Jeff Barrys Lied I’m Nobody’s Baby Now (1966), ein „sentimentales Portrait einer zu Ende gegangenen Teenagerliebe, voller sexueller Anspielungen“, das Dave Marsh mit der Begründung, dieser Song markiere „in Sound und Inhalt das Ende der Girlgroups“, auf Platz 1000 seiner 1001 größten Singles setzte. Die Jeromes produzierten das Lied in voller Absicht im Sound von Phil Spectors Produktionen; die Delrons-Background-Sängerinnen wurden verstärkt durch Sessionsänger wie Melba Moore und Reparata selbst – die Produzenten schufen eine Wall of Sound, die Reparata mit ihrer kraftvollen Leadstimme durchbrach. Noch 40 Jahre danach schreibt David A. Young in einem Review, Nobody’s Baby sei „ein großartiges Stück des Himmels, das mir fortwährend und buchstäblich jedes Mal eine Gänsehaut verursacht, wenn ich es spiele.“

### Erfolg in Europa und Trennung
Wenig später wechselte die Gruppe erneut die Plattenfirma, diesmal zu Mala Records. 1968 wurde die Single Captain of Your Ship veröffentlicht, die zwar die US-Charts verfehlte, aber in Großbritannien in die Top 20 kam (dies führte zu einer Coverversion der britischen Girlgroup The Paper Dolls). Im Frühjahr 1968 gingen sie in Europa auf Promotion-Tour; unter anderem traten sie zweimal im britischen Top of the Pops und am 27. April 1968 im Beat-Club im deutschen Fernsehen auf. Dies war der letzte Hit für Reparata & the Delrons. Der Erfolg in Europa mit Konzerten vor ausverkauften Häusern, Interviews und Partys erschöpfte die drei jungen Damen geistig und körperlich Die Rückkehr in die USA, wo sie inzwischen „ein Niemand“ waren, deprimierte sie.
1970 erschien die LP 1970 – Rock & Roll Revolution, für die Mary Aiese noch bei einigen Tracks die Lead Vocals aufgenommen hatte. Sie verließ zu dieser Zeit jedoch die Gruppe. Trotz des Vollzeitjobs als Reparata hatte sie Zeit gefunden, ihren Schulabschluss und anschließend ein Lehramtsstudium zu machen; seit Anfang der 1970er unterrichtete sie. Sie heiratete und lebte unter ihrem Ehenamen Mary O’Leary.
Den Bandnamen hatte Mary Aiese zunächst ihrer Kollegin Lorraine Mazzola überlassen. 1973 veröffentlichte diese in neuer Formation ein Album mit Coverversionen von Oldies im Girlgroup-Stil der 1960er, doch wenig später löste Mazzola die Band auf. 1974 wurde sie Sängerin von Lady Flash, der Backingband von Barry Manilow.

### Reparata wieder solo
Mary Aiese sicherte sich nach einem Rechtsstreit mit Mazzola ab dieser Zeit wieder den Namen Reparata und veröffentlichte unter diesem Pseudonym (wie schon 1965 ohne den Zusatz & the Delrons) einige Singles, darunter Shoes (Johnny and Louise), das 1975 ein kleinerer Hit (unter anderem Top 10 in Südafrika) und einer der Lieblingstitel von Smiths-Sänger Morrissey wurde. Produzenten von Shoes waren immer noch Steve und Bill Jerome (mit Lou Guarino), die Mary/Reparata (inzwischen verheiratete Mary O’Leary) all die Jahre treu geblieben waren. Solo und mit von ihr selbst gemanagten Delrons trat Aiese auch noch Ende der 1980er Jahre auf und sang als 40-Jährige ihre Teenagerromanzen. 1989 erzählte sie der Journalistin Charlotte Greig: „Diese Lieder liegen uns sehr am Herzen. Das waren unsere Teenagerjahre. Ich möchte sie nur ordentlich, mit Liebe und Sorgfalt gesungen hören, und so bringen wir sie.“

## Bemerkenswertes
- Reparata & the Delrons sangen Backing Vocals auf der Rolling-Stones-Single Honky Tonk Women, die im Frühjahr 1969 in London aufgenommen wurde.[12]
- Der Song Captain of Your Ship von Ben Yardley und Kenny Young wurde rund 30 Jahre später mit modifiziertem Text in einem Werbespot für Müllerice von Müllermilch verwendet.